# Emma Weyant
Emma Weyant   (Sarasota, 24 de desembre de 2001) és una nedadora estatunidenca.
Resident a Sarasota, Florida, va guanyar la seva primera medalla olímpica el 25 de juliol de 2021 en la final dels 400m estils, quedant en segona posició.